# Іскра (Іглінський район)
І́скра (рос. Искра, башк. Искра) — присілок у складі Іглінського району Башкортостану, Росія. Входить до складу Ауструмської сільської ради.
Населення — 124 особи (2010; 143 в 2002).
Національний склад:
- білоруси — 54 %
- росіяни — 29 %